# Milan Šrejber
Milan Šrejber (* 30. prosince 1963 Praha) je podnikatel a bývalý profesionální tenista v období 1985–1991 a reprezentant Československa. Na olympijských hrách v Soulu 1988 získal bronzovou medaili v deblu. Je rozvedený a má jednoho syna a dceru.

## Sportovní kariéra
Milan Šrejber patří do úspěšné generace českých tenistů 80. let. V roce 1984 nastoupil ve svých 19 letech mezi profesionály, o dva roky později byl již mezi nejlepšími sto hráči světa a v první stovce se držel dalších pět let. Nejvýše se vypracoval na 23. místo žebříčku ATP v roce 1986.
Hlavními zbraněmi byla agresivní útočná hra a drtivý servis (vynesl mu přezdívku „Mistr Bum“), ke kterému mu pomáhalo i to, že byl s 204 cm nejvyšším hráčem ATP tour. Během kariéry reprezentoval Československo v Davis Cupu a s Miloslavem Mečířem pro něj vybojoval i bronz na Letních olympijských hrách v Soulu roku 1988. Svou profesionální kariéru ukončil v roce 1991 kvůli potížím se zrakem.

## Podnikání
Po ukončení založil privatizační fond Šrejber Tennis Investing (ŠTI) a účastnil se kupónové privatizace. Do podnikání investoval peníze, které získal v předchozích letech jako tenista. Celkově spravoval v rámci 3 investičních fondů desítky tisíc kupónových knížek.
V lednu 1994 se stal předsedou představenstva nově založené akciové společnosti Pankrác, místopředsedy představenstva se stali Michael Kocáb a Oldřich Lichtenberg. V roce 1995 se stal předsedou představenstva nově založené akciové společnosti Moravia Steel, která na základě usnesení vlády Václava Klause od Fondu národního majetku koupila 50,92 % akcií společnosti Třinecké železárny za 2,6 mld. Kč.

## Spojení s politikou
Milan Šrejber vždy otevřeně podporoval pravici a ODS věnoval celkem 7,5 milionu korun, Občanská demokratická strana pravděpodobně jejich část vykazovala na fiktivní dárce Lajose Bácse a Radjiva Sinha.. Po pádu vlády a předčasných volbách v roce 1998 se dostala k moci opoziční ČSSD, která vyhlásila akci Čisté ruce, v jejímž rámci podalo Ministerstvo financí trestní oznámení na Milana Šrejbera (známého sponzora ODS) za údajné pochybení při správě fondů, které spravovala.

## Justiční aféra
Případ Milana Šrejbera projednával Městský soud v Praze, od počátku ho doprovázel značný zájem médií. Milan Šrejber byl odsouzen na 5,5 roku nepodmíněně za zneužití informací v obchodním styku. Celá kauza vykazovala řadu známek nestandardních postupů a politických tlaků. Městský soud rozhodl na základě výroku jednoho soudního znalce Igora Strejce, i když ostatních osm vypovědělo, že k žádnému porušení zákona a ani k poškození akcionářů nedošlo. Igor Strejc byl přitom v době, kdy posudek psal, sám vyšetřován kvůli trestnímu oznámení. Měsíc po vypracování posudku na případ Milana Šrejbera bylo ale jeho obvinění odloženo. Na Strejcově případu přitom pracovali policisté z odboru pro hospodářskou kriminalitu, který řešil i kauzu Milana Šrejbera.
Na základě těchto a dalších pochybení rozsudek zrušil Nejvyšší soud a Milana Šrejbera osvobodil. V roce 2007 bylo celé stíhání na základě mnoha znaleckých posudků, které shodně tvrdily, že nedošlo k žádnému poškození akcionářů, zastaveno. Milan Šrejber strávil ve vězení celkem 131 dní.